# Coreorgonal
Coreorgonal är ett släkte av spindlar. Coreorgonal ingår i familjen täckvävarspindlar.
Kladogram enligt Catalogue of Life:
| Coreorgonal | \| \| Coreorgonal bicornis \| \| \| \| \| \| Coreorgonal monoceros \| \| \| \| \| \| Coreorgonal petulcus \| \| \| \| |
|             | \| \| Coreorgonal bicornis \| \| \| \| \| \| Coreorgonal monoceros \| \| \| \| \| \| Coreorgonal petulcus \| \| \| \| |
|             | Coreorgonal bicornis                                                                                                  |
|             | |
|             | Coreorgonal monoceros                                                                                                 |
|             | |
|             | Coreorgonal petulcus                                                                                                  |
|             | |